# Rosguill

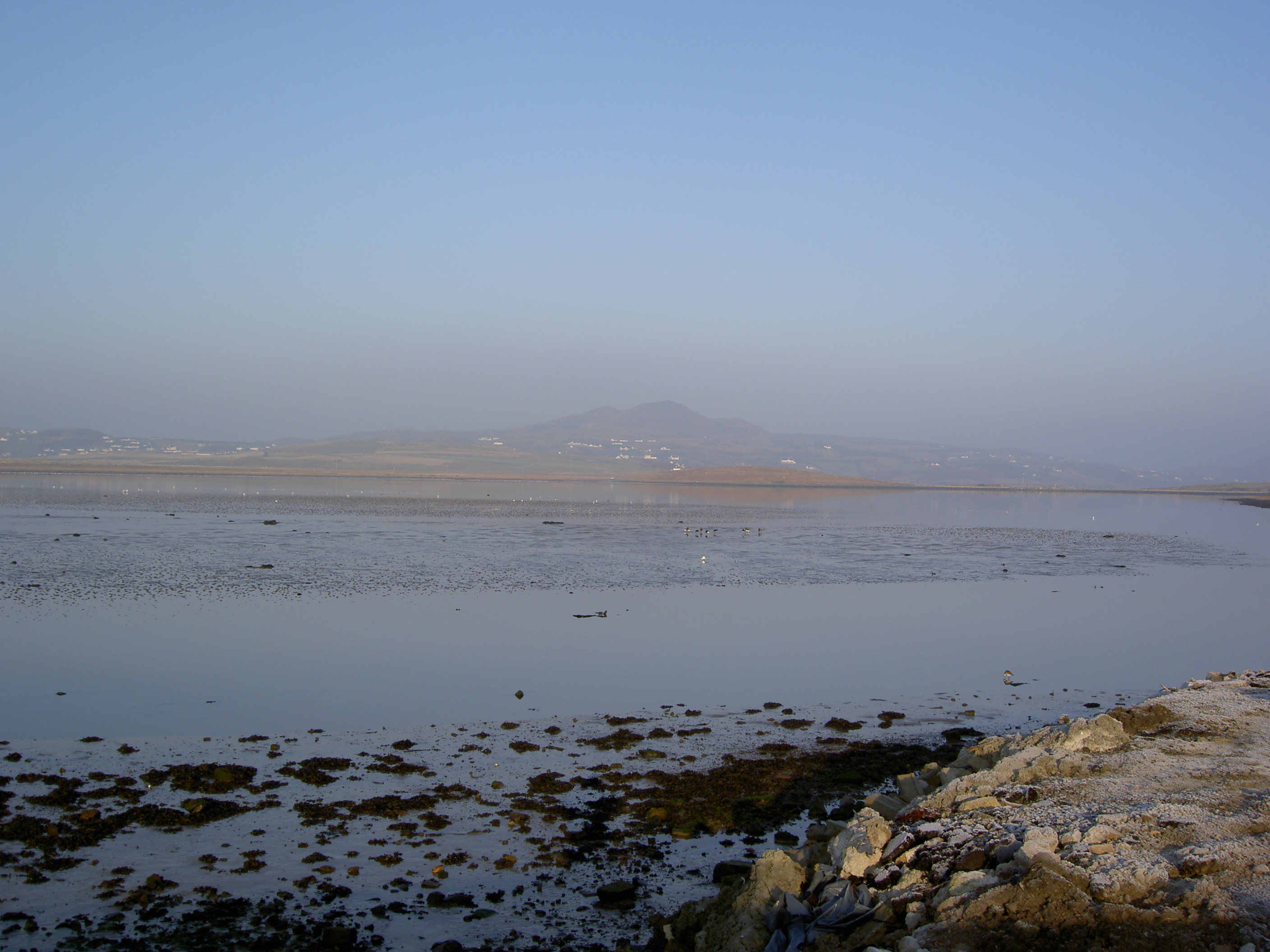
Gainne Mhór from Carrigart

Rosguill (Ros Goill, nome ufficiale, in gaelico irlandese) è una penisola dell'area nord-occidentale del Donegal, Irlanda. Rosguill è la più centrale delle grandi penisole settentrionali del Donegal, situata tra Fanad ad est ed Horn Head ad ovest e costituisce una vera dicotomia tra paesaggi rurali ed oceano. Circondata dalla vasta Sheephaven Bay dalle sue acque calme e dalle spiagge bianche da un lato e dai pericolosi banchi sabbiosi della Mulroy Bay dall'altro, all'interno è formata da numerose tipologie di paesaggio, spesso coincidenti, come torbiere, verdi colline e pascoli. Muri antichi divisori dei vari campi così come resti di fortificazioni provano che l'area è stata abitata sin da tempi antichi. La locuzione The Parish of Rosguill è un toponimo che corrisponde all'ufficiale Mevagh che ricopre la stessa porzione di territorio.
Ci sono circa 800 residenti stabili che vivono a Rosguill ed il 33% sono di madrelingua irlandese.
La parte più suggestiva della penisola è attraversata da una strada panoramica circolare, l'Atlantic Drive, che parte da Downings per farvi ritorno.